# Кураксин, Данил
Данил Кураксин (эст. Danil Kuraksin; 4 апреля 2003, Таллин) — эстонский футболист, левый полузащитник и нападающий. Игрок сборной Эстонии.

## Биография
На детско-юношеском уровне занимался футболом в таллинских командах «Пума» и «Калев».
В 2018 году перешёл в таллинскую «Флору», где в первые годы играл за вторую и третью команды клуба в низших лигах Эстонии. В основной команде «Флоры» дебютировал 7 августа 2020 года в матче высшей лиги Эстонии против «Курессааре», заменив на 85-й минуте Мартина Миллера. Эта игра осталась для него единственной в сезоне 2020 года, а его команда завоевала чемпионский титул. В 2021 году игрок со своим клубом стал вице-чемпионом и финалистом Кубка Эстонии, а также сыграл свои первые матчи в еврокубках. В 2022 году стал чаще выходить в стартовом составе клуба и забил за сезон 10 голов в чемпионате, а его команда снова стала чемпионом.
Выступал за сборные Эстонии младших возрастов, провёл не менее 30 матчей. 12 января 2023 года дебютировал в национальной сборной Эстонии в товарищеском матче против Финляндии, заменив на 81-й минуте Кена Калласте.

## Достижения
- Чемпион Эстонии: 2020, 2022
- Серебряный призёр чемпионата Эстонии: 2021
- Финалист Кубка Эстонии: 2020/21